# Eleocharis setifolia
Eleocharis setifolia är en halvgräsart som först beskrevs av Achille Richard, och fick sitt nu gällande namn av Jean Raynal. Eleocharis setifolia ingår i släktet småsäv, och familjen halvgräs.

## Underarter
Arten delas in i följande underarter:
- E. s. schweinfurthiana
- E. s. setifolia